# Viktor Eichler (Bildhauer)
Viktor Eichler (* 20. Februar 1897 in Friedland in Böhmen; † 8. November 1969 in Bonn) war ein deutscher Bildhauer.

## Leben
Viktor Eichler erhielt seine Ausbildung in Wien an der Graphischen Lehr- und Versuchsanstalt und studierte hernach an der Akademie der Bildenden Künste, wo er von 1919 bis 1925 Meisterschüler bei Ferdinand Andri war.
Nach dem Zweiten Weltkrieg lebte er bis zu seinem Tod in Bonn, wo er als Bildhauer am Wiederaufbau der alt-katholischen Friedenskirche, der heutigen St.-Cyprians-Kirche mitwirkte.

## Motivik
Zu seinen durchgängigen Motiven gehörte die Verbindung zwischen Mensch und Tier, dies wird auch in der Portalskulptur „Christus als der Gute Hirte“ an der Kirche St. Cyprian in Bonn deutlich.

## Werke
- Bildrelief von Kurt Schumacher für Denkmal am Kurt-Schumacher-Platz in West-Berlin (ca. 1953)
- Portalrelief und Bronzetür der St.-Cyprianskirche in Bonn (ca. 1957)
- Pietà in der St.-Cyprianskirche Bonn (ca. 1957)
- Büste des SPD-Vorsitzenden Erich Ollenhauer (um 1960)[4]

## Auszeichnungen
- 1966: Sudetendeutscher Kulturpreis für bildende Kunst und Architektur
- 1967: Liebieg-Medaille des Heimatkreises Reichenberg in Augsburg